# 이붕언
이붕언(李朋彦, 1959년 4월 1일~)은 대한민국의 사진가이다.

## 저서
- 《재일동포 1세, 기억의 저편》